# ريتشارد تشايلدريس
ريتشارد تشايلدريس (بالإنجليزية: Richard Childress)‏ هو مالك فريق ناسكار ‏ أمريكي، ولد في 21 سبتمبر 1945 في وينستون-سالم في الولايات المتحدة.

## وصلات خارجية
- ريتشارد تشايلدريس على موقع Racing-Reference.info (الإنجليزية)
- ريتشارد تشايلدريس على موقع قاعة كارولاينا الشمالية للمشاهير الرياضية (الإنجليزية)